# 奥村武
奥村 武（おくむら たけし、1976年7月10日 - ）は、日本中央競馬会（JRA）・美浦トレーニングセンターの調教師。東京都出身。

## 来歴
中学1年生の時にジャパンカップ（1989年）でのオグリキャップの走りをテレビで観て「競馬って世界と戦えるスポーツなんだ」と思い、翌年アイネスフウジンが勝った日本ダービーを現地で目の当たりにし競馬へ興味を持つようになる。最初は騎手になることを考えるが視力、体格などの条件が厳しかったため、その後は調教師を目指すことになる。
芝浦工業大学工学部を卒業し、ディアレストクラブに就職。2年半ほど牧場で働いたのち2001年10月にJRA競馬学校厩務員課程に入学し、2002年4月から高橋義博厩舎で厩務員を務める。2003年2月から国枝栄厩舎で調教助手になりマツリダゴッホ、マイネルキッツ、アパパネなどを担当した。また、同厩舎ではフィードマンを務めており、アパパネは燕麦しか食べてくれなかったという。
2014年に3度目の挑戦でJRA調教師免許試験に合格し、3月に美浦トレセンで厩舎を開業した。松山康久調教師引退に伴って、数頭の管理馬を引き継いでいる。
2017年1月8日中山競馬場で行われたフェアリーステークスをライジングリーズンで勝利し、重賞初制覇。2020年2月29日の中京3Rを勝利し通算100勝を達成した。2024年4月27日にはマイネルケレリウスが勝ち、現役103人目の記録となるJRA通算200勝を達成した。

## 調教師成績

### 概要
|            | 日付          | 競馬場・開催  | 競走名                 | 馬名               | 頭数 | 人気 | 着順 |
| ---------- | ------------- | ------------- | ---------------------- | ------------------ | ---- | ---- | ---- |
| 初出走     | 2014年3月2日  | 2回中山2日8R  | 4歳以上500万下         | フィアレス         | 16頭 | 9    | 9着  |
| 初勝利     | 2014年3月21日 | 2回中京3日7R  | 4歳以上500万下         | フィアレス         | 13頭 | 7    | 1着  |
| 重賞初出走 | 2014年3月15日 | 1回阪神5日8R  | 阪神スプリングジャンプ | カシマシンセイ     | 12頭 | 12   | 5着  |
| 重賞初勝利 | 2017年1月8日  | 1回中山3日11R | フェアリーステークス   | ライジングリーズン | 16頭 | 10   | 1着  |
| GI初出走   | 2015年5月17日 | 2回東京8日11R | ヴィクトリアマイル     | ウエスタンメルシー | 18頭 | 13   | 18着 |

## 主な管理馬
- ライジングリーズン（2017年フェアリーステークス）
- クールキャット（2021年フローラステークス）
- ノースブリッジ（2022年エプソムカップ、2023年アメリカジョッキークラブカップ、2024年札幌記念）
- キミワクイーン（2023年函館スプリントステークス）
- ホウオウビスケッツ（2024年函館記念）
- フォーヴィスム